# Гувернантка (фільм, 1974)
«Гувернантка» (італ. La governante) ― італійський фільм 1974 року режисера Джованні Грімальді.

## Сюжет
Сім'я складається з багатого дідуся, його сина з дружиною і двох їхніх маленьких дітей. Приїзд гувернантки-француженки перевертає їх розмірене життя. Вона стає об'єктом загальної чоловічої уваги, але чоловіки її не цікавлять...

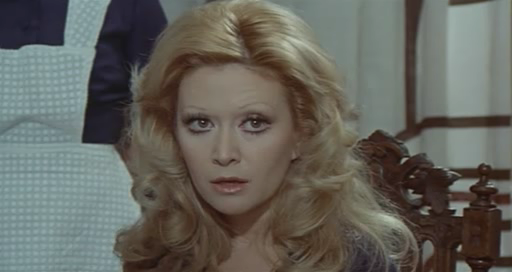
Паола Куаттріні у сцені фільму.
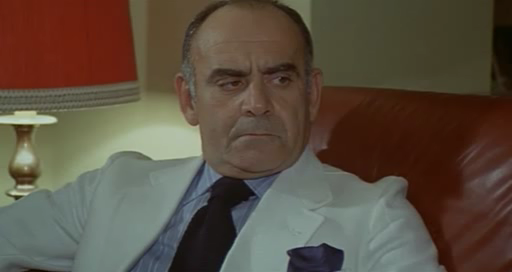
Вітторіо Капріолі в ролі.

## В ролях
- Турі Ферро: Леопольдо;
- Піно Карузо: Енріко;
- Мартіна Брочард: Кетрін;
- Вітторіо Капріолі: Алессандро;
- Паола Куаттріні: Єлена;
- Агостіна Беллі: Яна;
- Кріста Ліндер.